# Obraz Matki Bożej Boreckiej
Obraz Matki Bożej Boreckiej — obraz Matki Bożej Pocieszenia znajdujący się w Sanktuarium Matki Bożej Pocieszenia w Borku Wielkopolskim.

## Historia obrazu
Pierwszy obraz powstał między 1390 a 1392 i został namalowany przez nieznanego artystę, według opisu Matki Bożej, jaki podał Epifaniusz. Według współczesnych historyków sztuki obecny obraz pochodzi z lat 1550–1575. Znajduje się on w sanktuarium w Zdzieżu, które to miasto spłonęło w pożarze w 1423. Obraz się uratował, a miasto Zdzież zostało połączone z Borkiem. W czasie najazdu szwedzkiego obraz został przewieziony do klasztoru sióstr cysterek w Trzebnicy. Wota zostały przeznaczone na obronę przed najeźdźcą. W 1702 obraz ponownie został schowany przez Szwedami na Śląsku, powrócił w 1711 do Borka.
Od połowy XIX wieku obraz był kilkakrotnie odnawiany. Zachowane ślady dotyczą konserwacji z 1909, 1924 i 1947. 
W czasie okupacji niemieckiej w II wojnie światowej obraz był przechowywany w prywatnym mieszkaniu w Gostyniu, skąd powrócił po zakończeniu wojny.

## Opis obrazu
Obraz namalowany jest temperą na cyprysowej desce o wymiarach 115 x 125 cm. Przedstawia on Matkę Bożą w półpostaci w ciemnogranatowym płaszczu z ornamentową złoconą bordiurą, narzuconym na głowę i spiętym klamrą na piersiach. Madonna trzyma na lewym ręku Dziecię, a prawą wskazuje na nie. Jezus ubrany jest w czerwoną sukienkę, prawą ręką błogosławi, a lewą opiera na zamkniętej księdze opartej na kolanie. Jego wzrok skierowany jest na Matkę. Wokół głów obu postaci unosi się nimb, a ponad nim jest szarfa podtrzymywana przez aniołów z napisem: „Ave Regina Caelorum Ave Domina Angelorum” (Witaj Królowo Nieba, Witaj Pani Aniołów). Obraz posiada dwie zasłony: pierwsza przedstawia scenę zaślubin Najświętszej Maryi Panny i św. Józefa, druga wykonana z posrebrzanej blachy tworzy sukienkę obrazu.

## Koronacja obrazu
Uroczystość koronacji obrazu odbyła się 2 lipca 1931 i dokonana została przez prymasa Polski kard. Augusta Hlonda. Korony papieskie zostały wykonane z darów złożonych przez firmę W. Szulca z Poznania z ofiarowanych złotych obrączek i szlachetnych kamieni przez mieszkańców Borek.

## Kult obrazu
Sanktuarium w Zdzieżu należy do najstarszych nie tylko w Wielkopolsce, ale również w Polsce, sanktuariów maryjnych. Początek kultu sięga końca XIV wieku, kiedy powstała parafia w Zdzieżu i był już obraz Matki Bożej oraz rzeźba piety. W 1619 ksiądz biskup Andrzej Opaliński powołał komisję, której zadaniem było zbadanie cudownych wydarzeń za sprawą Matki Bożej Zdzieżewskiej. Komisja w składzie: Kasper Stanisław Happ, archidiakon śremski i sufragan poznański, Stanisław Kochański, dziekan krobski i proboszcz z Pępowa, Stanisław Śremski, dziekan nowomiejski i proboszcz wilkowyjski, Stanisław Staszewski, sekretarz konsystorski po przesłuchaniu wiarygodnych świadków oficjalnie uznała obraz za słynący cudami. W 1647 sekretarz królewski Maciej Kazimierz Treter wydał w Krakowie spisane cuda i łaski za przyczyną Pani Zdzieżu. W 1682 wydał drugą książkę po łacinie, która została w następnym roku wydania w języku polskim pod tytułem: „Cudotworne dzieła Przenayswiętszey Bogarodzice Panny przy obrazie Iey zdzieszewskim przed Borkiem w dioecesiey poznanskiey prawie niezliczonymi cudami i łaskami jaśniejące”.
Z parafii w Suchym Lesie od 1653 wyrusza pielgrzymka do cudownego obrazu w Zdzieżu. Wizytacja parafii w 1777 zanotowała ponad 800 wotów, w tym również składane przez miasta. Wota jak również relacje z niezwykłych i cudownych wydarzeń składane są aktualnie i na bieżąco.